# Jiangxi Fire Engine Manufacturing
Jiangxi Fire Engine Manufacturing bzw. Jiangxi Fire-Fighting Vehicle Manufactory  war ein Hersteller von Automobilen aus der Volksrepublik China.

## Unternehmensgeschichte
Das Unternehmen wurde im Jahr 1958 gegründet. 1968 begann die Produktion von Automobilen und 1973 von Feuerwehrfahrzeugen. Der Markenname lautete Lushan.  Standort war Nanchang.  Am 15. November 2011 wurde daraus die Jingma Motor Co. Ltd, die zu Jiangling Motors Co. Group gehört und Nutzfahrzeuge herstellt.

## Fahrzeuge
Im Angebot standen Geländewagen in Lizenz des Beijing BJ 202. Folgend sind die Modelle 2005/2006 aufgeführt. Die Kombis XFC 2022 AE und XFC 2022 SE hatten Allradantrieb, XFC 6411, XFC 6412 und XFC 5020 XQCE nur Heckantrieb. Daneben gab es mit dem XFC 6390 E auch ein offenes zweitüriges Fahrzeug mit zehn Sitzen. Verschiedene Motoren mit 2800 cm³ Hubraum und 57 kW sowie mit 2400 cm³ Hubraum und 63 kW trieben die Fahrzeuge an.
Der XFC 5020 TXFBP 20 E war ein Kombi, dessen Motor 75 kW leistete.

## Produktionszahlen
| Jahr | Produktionszahl | Quelle      |
| ---- | --------------- | ----------- |
| 2000 | 596             | [ 2 ] [ 4 ] |
| 2001 | 304             | [ 2 ] [ 4 ] |
| 2002 | 260             | [ 2 ] [ 4 ] |
| 2003 | 1000            | [ 2 ] [ 4 ] |
| 2004 | 1202            | [ 4 ]       |